# Тафтан (хлеб)

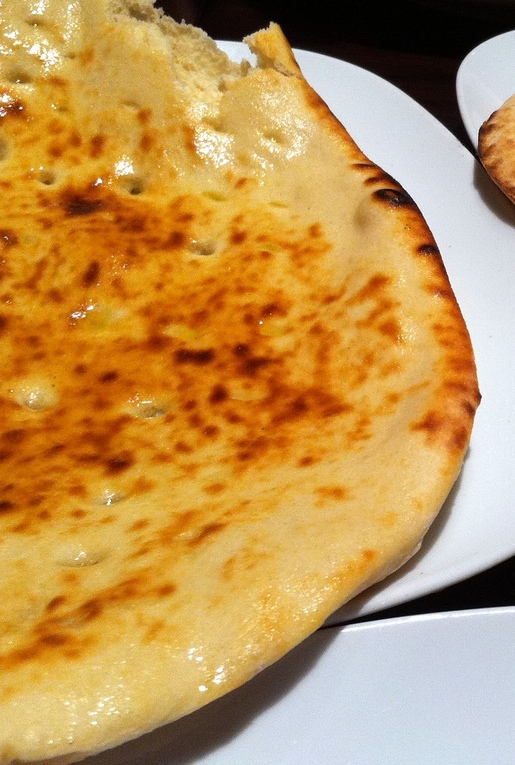
Тафтан

Тафтан (тафтун; перс. تافتون‎; урду تافتان‎‎) — хлеб (лепёшка) из дрожжевого теста в иранской, пакистанской и индийских (Уттар-Прадеш) кухнях. Готовится из муки, молока, йогурта и яиц. Выпекается в глиняной печи. Аналог лаваша и питы. Часто в тафтан добавляется шафран и немного молотого кардамона. Иногда украшается семенами, например, мака. блюдо названо в честь города Тафтан.
Название блюдо получило в честь одноимённого города в Пакистане в провинции Белуджистан.
По вкусу напоминает лаваш и лепешку, так как готовится без дрожжей, на сухой сковороде. Подходит для бутербродов, супа, в тафтан можно завернуть начинку.
Сложность приготовления средняя.
Для приготовления Тафтана (тафтуна) возьмите продукты по списку. Если есть возможность, нагрейте воду до 46 °C.Воду нужно вылить в глубокую посуду, добавить дрожжи, сахар, соль и растительное или оливковое масло, тщательно все смешать.В зависимости от качества и производителя, муки может уйти 2-2,5 стакана. Муку просеять, подсыпать понемногу. Сначала тесто можно замесить вилкой или силиконовой лопаткой, затем вымешивать руками в течение 5-6 минут.Накрыть тесто пищевой пленкой и поставить в теплое место на 1 час (или чуть больше) подходить. Спустя время тесто станет очень пористым.Дальше тесто нужно разделить на 8-10 частей (зависит от диаметра вашей сковороды), присыпать стол или разделочную доску мукой, раскатать толщиной 1,5-2 мм, присыпать чёрным. Выпекать на сухой, хорошо разогретой сковороде до готовности. Готовится Тафтан очень быстро, буквально 1 минуту с каждой стороны.